# Pauline Auzou

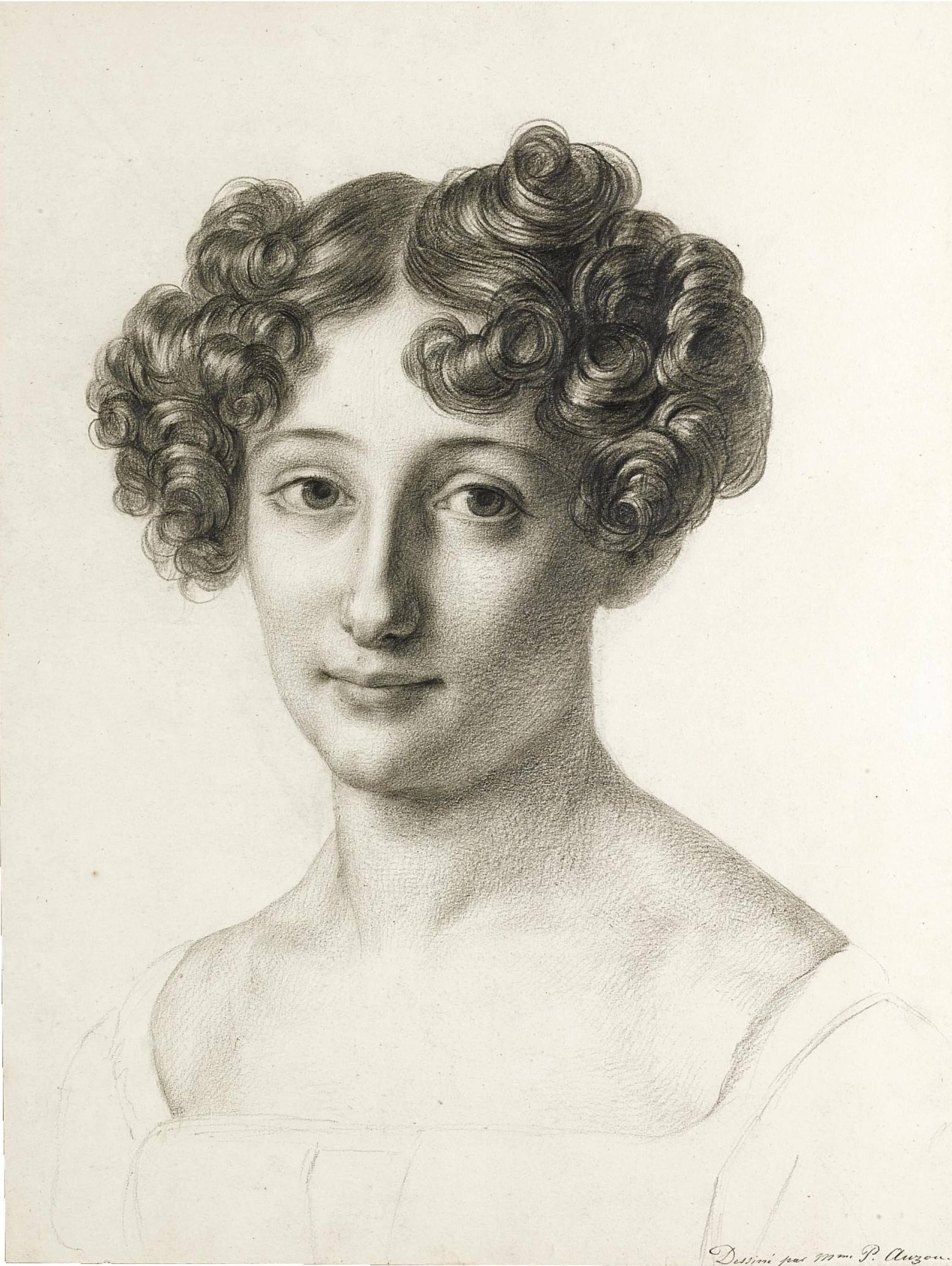
Pauline Auzou

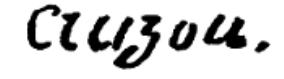

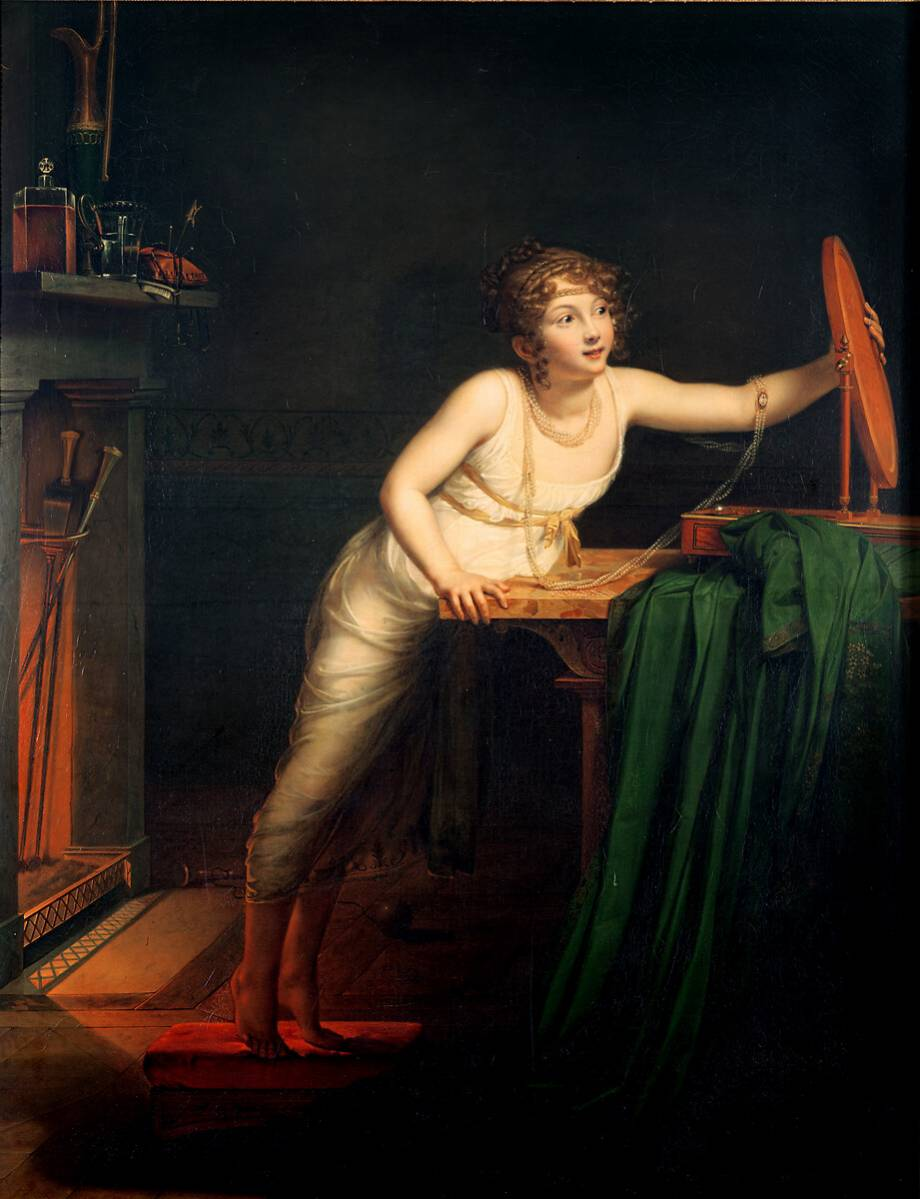
Pauline Auzou: Premier sentiment de coqueterie, 1804

Pauline Auzou (* 24. März 1775 als Jeanne-Marie-Catherine Desmarquest in Paris; † 15. Mai 1835 ebenda) war eine französische Malerin, die sich insbesondere der Porträt- und Genre-Malerei widmete.

## Leben
Auzous künstlerischer Weg begann unter der Anleitung von Jean-Baptiste Regnault, unter dessen Einfluss sie ihre technischen Fähigkeiten verfeinerte und ein tiefes Verständnis für die Kunst entwickelte. Über zwei Jahrzehnte hinweg führte Auzou ein Atelier für junge Künstlerinnen und trug damit zur Förderung weiblicher Talente in der Kunst bei. Ihr Engagement für die Kunst ging über die Lehre hinaus; sie veröffentlichte Têtes d’études bei Didot in Paris, ein Werk, das als Ressource für Studierende der Malerei diente. Auzou lebte und wirkte in Paris, wo sie ein aktives Mitglied der künstlerischen Gemeinschaft war und ihre Werke regelmäßig im Salon de Paris ausstellte. Am 9. Dezember 1793 heiratete sie Charles-Marie Auzou. 1820 kaufte der Maler Jacques Augustin Catherine Pajou dem Paar ein Haus in Fontenay-aux-Roses bei Paris.

## Wirken
Auzous künstlerisches Schaffen war durch ihr Talent in der Porträtmalerei geprägt, das ihr bereits 1806 eine Medaille erster Klasse für ihr Porträt von Picard l’Ainé einbrachte. Ihr Stil, der sowohl in der Porträt- als auch in der Genre-Malerei zum Ausdruck kam, zeichnete sich durch eine feinfühlige Darstellung ihrer Subjekte aus, wobei sie es verstand, deren Persönlichkeit und Emotionen einzufangen. Dieses Talent wurde insbesondere in Werken wie Monsieur Picard et sa famille (1807) deutlich, ein Auftragswerk, das sie in die Nähe der Bonaparte-Familie brachte und weitere bedeutende Aufträge nach sich zog, darunter L’Arrivée de S.M. l’Impératrice, dans la galerie du château de Compiègne (1810) und S.M. l’Impératrice, avant son mariage (1812), die heute im Nationalmuseum des Schloss Versailles zu finden sind. Ihre Arbeiten wurden sowohl in Frankreich als auch international anerkannt, was unter anderem durch die Aufnahme ihres Werks Académie d’homme à la pierre noire in die Sammlung des Nationalmuseum Stockholm belegt wird. Auzous Beitrag zur Kunst geht über ihre eigenen Werke hinaus; sie war eine Vorreiterin für weibliche Künstlerinnen und setzte sich für deren Anerkennung und Ausbildung ein.

## Ausstellungen im Pariser Salon
- Bacchantin, 1793, Nr. 777
- Studie eines Kopfes, 1793, Nr. 778
- Premier sentiment de coqueterie. 1804, Nr. 8

## Werke
- Portrait eines Musikers, Manchester, New Hampshire, USA, Currier Gallery of Art.